# Nativité du Val de Grâce
La Nativité du Val de Grâce est un marbre du sculpteur Michel Anguier.

## Historique

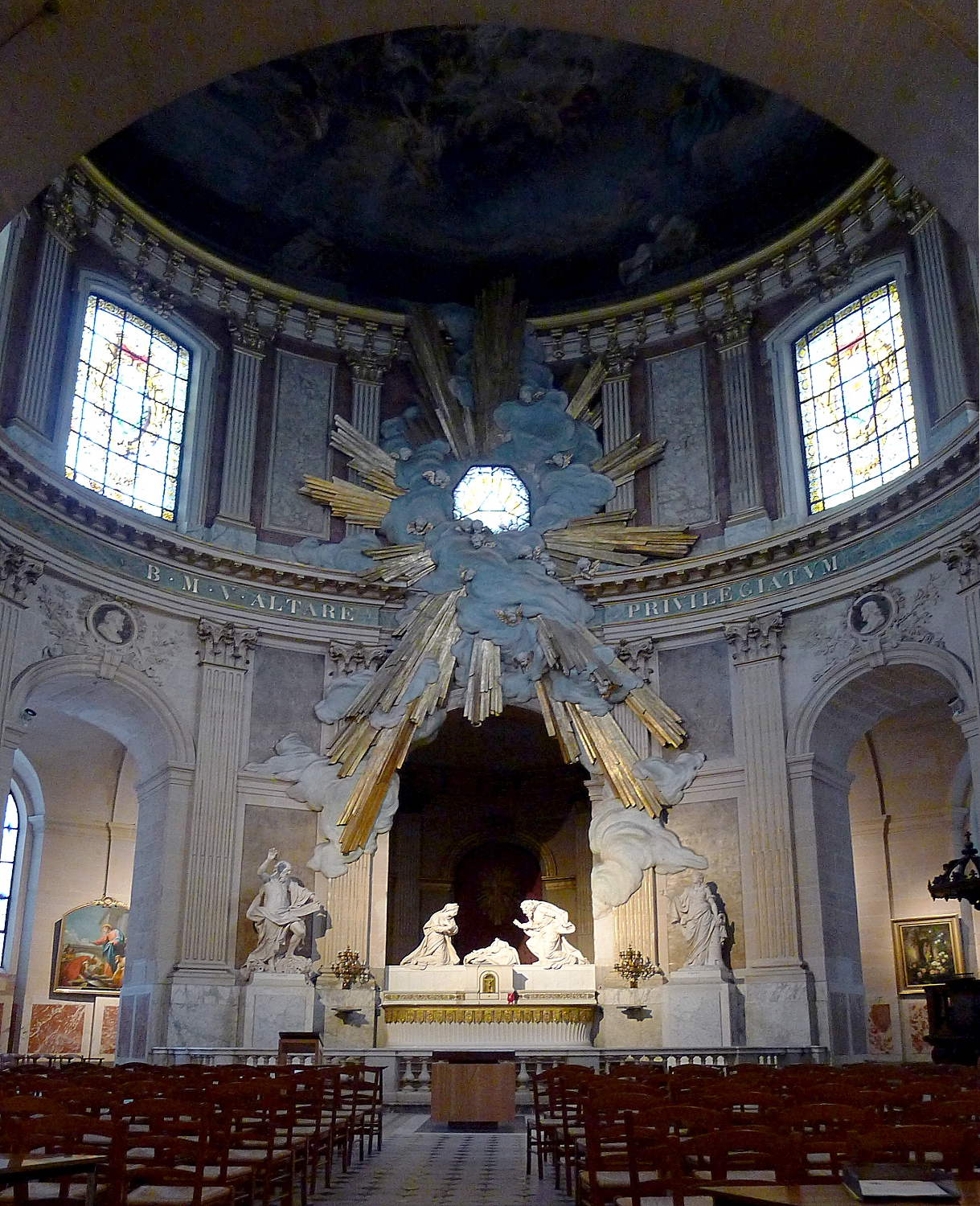
La Nativité de Michel Anguier (1665) sur l'autel de la chapelle de la Vierge, église Saint-Roch de Paris.

Cette œuvre de 1665 représente une nativité, c'est-à-dire la Sainte Famille peu après la naissance de Jésus. Il s'agit donc d'un ensemble comportant à la fois la Vierge Marie, saint Joseph et l'enfant Jésus.
Ce groupe se trouvait initialement sur le maître-autel de l'église Notre-Dame du Val-de-Grâce, d'où son nom. Mais, à la demande de Joséphine de Beauharnais, il est déplacé dans les années 1800 à l'église Saint-Roch où il demeure depuis, installé sur l'autel de la chapelle de la Vierge.

## Description
Sculpture de taille moyenne, d'environ 1,60 m de hauteur, ce marbre est généralement considéré comme le chef-d'œuvre de Michel Anguier. Il conjugue à la fois une recherche d'expression et de mouvement alliée à un certain sens de l'équilibre exprimant ainsi le classicisme français.